# Hugo von Cotzhausen
Hugo Freiherr von Cotzhausen (* 14. Mai 1863 in Köln; † 18. November 1947 in Dremmen) war ein deutscher Konteradmiral sowie Marineattaché.

## Leben

### Herkunft
Hugo von Cotzhausen war der älteste Sohn des Rittergutsbesitzers Oskar Freiherr von Cotzhausen (1832–1917) und dessen Ehefrau Maria, geborene Knorr (1837–1909). Seine Mutter war die ältere Schwester des Admirals Eduard von Knorr (1840–1920). Er hatte sechs Geschwister.

### Militärkarriere
Am 22. April 1879 trat Cotzhausen als Seekadett in die Kaiserliche Marine ein und wurde auf der Segelfregatte Niobe sowie an der Marineschule ausgebildet. Einen Förderer seiner Karriere fand er in seinem Onkel, dem späteren Admiral Eduard von Knorr. Im November 1882 wurde Cotzhausen als Ergänzungsoffizier zum Unterleutnant zur See ernannt. Im April 1883 erhielt er das Patent zu seinem Dienstgrad und diente danach als Kompanieoffizier in der I. Matrosen-Division.
Im April 1889 erhielt Cotzhausen das Kommando über das Torpedoboot S 31. Nach einer kürzeren Zeit als Kommandant des Torpedobootes S 32 war er 1891/92 als Offizier auf den Schiffen Baden, Kronprinz und Friedrich der Große tätig. Nach seiner Beförderung zum Kapitänleutnant im April 1893 besuchte er erneut bis zum April 1894 die Marineakademie. Anschließend war er Navigations- und Batterieoffizier auf der Gneisenau und der Sachsen. Vom Oktober 1896 bis zum September 1898 unterrichtete er an der Marineschule in Kiel, wo der spätere Großadmiral Erich Raeder zu seinen Schülern zählte. Außerdem übernahm er Aufgaben als Inspektions- und Kadettenoffizier. Zeitweilig war er hier Direktionsmitglied der Marineakademie. Nach einer einjährigen Stellung auf der Bayern, von September 1898 bis September 1899, wurde Cotzhausen im April 1900 zum Korvettenkapitän befördert und erst dem Chef der Marinestation der Ostsee und später dem Inspektor der I. Marineinspektion zugeteilt. Von Oktober 1899 bis März 1901 führte er eine Kompanie bei der I. Werftdivision. Anschließend hatte er bis zum August das Kommando über den Aviso Jagd, im August und September 1901 dann das Kommando auf dem Aviso Wacht.
Während eines Manövers in der Ostsee im Sommer 1901, bei dem die Wacht eine Formation von in Linie laufenden Panzerschiffen durchbrechen sollte, sank die Wacht nach einer Kollision mit dem Panzerschiff Sachsen. Grund war das Missverstehen eines Flaggensignals und eine Fehleinschätzung der Geschwindigkeiten der beiden Schiffe. Immerhin gelang es Cotzhausen noch, den Rammsporn der Sachsen kurz vor der Kollision in den stabilen Mittelschiffsbereich der Wacht treffen zu lassen, so dass seine Besatzung noch evakuieren konnte. Ein Kriegsgericht, vor dem Cotzhausen im Oktober 1901 gemäß § 142 des Marinestrafgesetzbuchs (Versenkung eines Schiffes Seiner Majestät durch Fahrlässigkeit in der Ausübung des Dienstes) angeklagt wurde, sprach ihn von der Verantwortung für den Untergang der Wacht frei und erklärte, dass dieser einem Ruderversagen zuzuschreiben sei. Ein Berufungsgericht schloss sich im November 1901 diesem Urteil an. von 1902 bis 1903 diente er als Kommandant des Schulschiffes Olga.
Ab Anfang 1903 stand Cotzhausen dem Chef der Marinestation Nordsee zur Verfügung und bereitete sich in dieser Zeit auf seinen ersten Auslandseinsatz vor. Ab 29. Juni 1903 hielt er sich in London auf und wurde durch den amtierenden Marineattaché Carl von Coerper (1854–1942) mit seinen neuen Aufgaben vertraut gemacht. Im September 1903 wurde er als Marineattaché an die Deutsche Botschaft in London eingesetzt, Geschäftsträger der deutschen Gesandtschaft war zu diesem Zeitpunkt Paul Metternich (1853–1934). Als Militärattaché war Friedrich von Schulenburg (1865–1939) sein direkter Partner für die militärischen Belange und Berichterstattungen. Am 27. Januar 1904 wurde Cotzhausen zum Fregattenkapitän befördert. Doch aufgrund der Unzufriedenheit des Admirals Tirpitz mit der erfolgten Berichterstattung und dem Missfallen, das seine Stimmungsmache anlässlich des Kaiserbesuches in London im Jahr 1904 bei Wilhelm II. erregt hatte, wurde er bereits im September 1904 wieder abberufen. Als offizieller Grund wurde ein diplomatischer Fauxpas, den er damit begangen hatte, benannt.
Auf Grund der Kurzfristigkeit der Abberufung von Cotzhausen wurde sein Vorgänger von Coerper nochmals mit dem Posten des Londoner Attachés betraut, um den entstandenen Schaden in London klein zu halten. Ab September 1904 erhielt Cotzhausen das Kommando über den Großen Kreuzer Friedrich Carl, das er bis zum September 1906 innehatte. Während dieser Zeit wurde er im März 1905 zum Kapitän zur See befördert. Im April 1905, als die Friedrich Carl Kaiser Wilhelm II. auf dessen Mittelmeerreise begleitete, kam es zu einem Zusammenstoß der Friedrich Carl mit dem britischen Einheitslinienschiff Prince George im Hafen von Gibraltar, bei dem das Heck der Prince George beschädigt wurde. Zu einem weiteren Auflaufunfall kam es im Juli 1905 in einem schwedischen Hafen. Von Cotzhausen gab das Kommando über die Friedrich Carl im September 1906 ab. Von September 1906 bis Januar 1907 wurde Cotzhausen erneut zur Verfügung des Chefs der Marinestation Ostsee gestellt. Anschließend war er bis September 1909 Lehrer an der Marineakademie in Kiel. Am 6. September 1909 wurde Cotzhausen unter gleichzeitiger Beförderung zum Konteradmiral zur Disposition gestellt. Nach einer Auseinandersetzung mit Kaiser Wilhelm II. schied Cotzhausen Anfang 1910 aus der Marine aus und ließ sich in Blankensee nieder.
Nach dem Tod seines Vaters im Juli 1917 erhielt er den Titel eines Freiherrn und übernahm die Verwaltung des Familiengutes Wedau im Kreis Heinsberg.
Hugo von Cotzhausen verstarb am 18. November 1947 in Dremmen im Raum Aachen. Er wurde in Linnich bei Aachen beigesetzt.

### Familie
Cotzhausen heiratete im Mai 1895 Elsa Freiin Banér, die er im Sommer 1888 anlässlich einer Reise mit Kaiser Friedrich III. in Stockholm kennengelernt hatte. Aus der Ehe gingen die Töchter Elsa und Sigrid hervor.